# Dreigrün
Dreigrün ist ein Gemeindeteil der Stadt Naila im oberfränkischen Landkreis Hof in Bayern. Dreigrün liegt in der Gemarkung Naila.

## Geografie
Der Weiler besteht aus fünf Siedlungen in einem Radius von 300 Metern verstreut. Vier von diesen liegen am Dreigrüner Bächlein, einem rechten Zufluss der Selbitz. Zwei Gemeindeverbindungsstraßen führen jeweils 1,2 km östlich nach Naila. Ein Anliegerweg führt nach Finkenflug (0,7 km westlich).

## Geschichte
1437 verkauften die Herren von Radeck zwei Güter in Dreigrün an das St. Klarakloster in Hof. 1502 kam Markgraf Friedrich V. in Besitz zweier Halbhöfe in Dreigrün.
Dreigrün gehörte zur Realgemeinde Naila. Gegen Ende des 18. Jahrhunderts bestand Dreigrün aus fünf Anwesen. Die Hochgerichtsbarkeit hatte das bayreuthische Vogteiamt Naila. Grundherren waren das Klosteramt Hof (2 Viertelhöfe, 1 Achtelhof) und das Kastenamt Hof (2 Gütlein).
Von 1797 bis 1810 unterstand Dreigrün dem Justiz- und Kammeramt Naila. Infolge des Ersten Gemeindeedikts wurde Dreigrün dem 1812 gebildeten Steuerdistrikt Naila und der zugleich entstandenen Munizipalgemeinde Naila zugewiesen.

### Einwohnerentwicklung
| Jahr      | 1799   | 1819  | 1861   | 1871   | 1885   | 1900   | 1925   | 1950   | 1961   | 1970   | 1987  |
| Einwohner | 24     | *52   | 61     | 70     | 24     | 49     | 35     | 56     | 38     | 35     | 32    |
| Häuser    | 7      |       |        |        | 8      | 8      | 8      | 8      | 7      |        | 8     |
| Quelle    | [ 10 ] | [ 7 ] | [ 11 ] | [ 12 ] | [ 13 ] | [ 14 ] | [ 15 ] | [ 16 ] | [ 17 ] | [ 18 ] | [ 1 ] |

## Religion
Dreigrün ist seit der Reformation evangelisch-lutherisch geprägt und bis heute in die Stadtkirche Naila gepfarrt.